# Кадавал (район)
Кадавал (порт. Cadaval) — район (фрегезия) в Португалии, входит в округ Лиссабон. Является составной частью муниципалитета Кадавал. По старому административному делению входил в провинцию Эштремадура. Входит в экономико-статистический субрегион Оэште, который входит в Центральный регион. Население составляет 14385 человек на 2007 год. Плотность населения — 82,2 /км². Занимает площадь 12,69 км².
Покровителем района считается Дева Мария (порт. Maria).

## Внешние ссылки
Официальный сайт Кадавал